# Parageaya
Parageaya is een geslacht van hooiwagens uit de familie Sclerosomatidae.
De wetenschappelijke naam Parageaya is voor het eerst geldig gepubliceerd door Mello-Leitão in 1933. 

## Soorten
Parageaya omvat de volgende 6 soorten:
- Parageaya albifrons
- Parageaya bielawskii
- Parageaya ciliata
- Parageaya corderoi
- Parageaya uruguayensis
- Parageaya vittatus